# Vicq-sur-Nahon
 Vicq-sur-Nahon  es una población y comuna francesa, en la región de  Centro, departamento de Indre, en el distrito de Châteauroux y cantón de Valençay.

## Demografía
| 1058 | 972 | 934 | 898 | 810 | 778 |
| Para los censos de 1962 a 1999 la población legal corresponde a la población sin duplicidades (Fuente: INSEE [Consultar]) |     |     |     |     |     |